# Marc Adjadj
Marc Adjadj est un comédien, scénariste, metteur en scène, réalisateur, coach et entrepreneur culturel français, actif depuis les années 1970.

## Biographie

### Entrepreneur culturel
- 1986 : Calypso le théâtre
- 1990 : La Compagnie Vagabond
- 2000- : Le Magasin - centre de création

### Enseignant
- 1979-1980 : Professeur à l'American Center
- 1997-2000 : Professeur à l'Atelier international de théâtre (direction Paul Weaver)
- 2000- : Direction artistique et enseignant d'un atelier pour comédien dans le lieu Le Magasin - centre de création.

### Coach
- 2000 : Accompagnement artistique personnalisé de Lætitia Casta pour La Bicyclette bleue de Thierry Binisti
- 2002 : Direction d'acteurs sur le film Dans ma peau de Marina De Van
- 2003 : Accompagnement artistique personnalisé d'Éric Cantona pour le film L'Outremangeur de Thierry Binisti

## Filmographie

### Cinéma
- 1979 : La Dérobade, de Daniel Duval
- 1982 : Le Grand Pardon, d'Alexandre Arcady
- 1983 : Circulez y'a rien à voir, de Patrice Leconte
- 1983 : Ça va pas être triste, de Pierre Sisser
- 1983 : La vie est un roman, d'Alain Resnais
- 1986 : Les Fugitifs, de Francis Veber
- 1987 : Lévy et Goliath, de Gérard Oury
- 1987 : Eux, court métrage d'Ann-Gisel Glass
- 1995 : L'Amour conjugal de Benoît Barbier : Lochon
- 1997 : Les Sanguinaires, de Laurent Cantet
- 1999 : C'est quoi la vie ?, de François Dupeyron
- 1999 : La Voleuse de Saint-Lubin, de Claire Devers

### Télévision
- 1979 : Médecins de nuit de Nicolas Ribowski , épisode : Disco (série télévisée)
- 1986 : Un métier du seigneur
- 1987-1992 : Les Cinq Dernières Minutes
- 1988-1989 : L'Agence (épisodes Ah ! mon beau château et Le Fantôme de Vilette)
- 1991 : Un cane sciolto, de Giorgio Capitani
- 1993 : De père inconnu, de Pierre Joassin
- 1995 : Nestor Burma (épisode Le Cinquième Procédé)
- 1996 : Jamais deux sans toi...t de Dominique Masson, Emmanuel Fonlladosa et Philippe Roussel : Patrick Dubreuil (rôle récurrent)
- 1996 : Sous le soleil (épisodes L'Avocat et Règlement de comptes)
- 1997 : Les Cordier, juge et flic (épisode Cathy)
- 1997 : Julie Lescaut, épisode 2 saison 6, Travail fantôme d'Alain Wermus : Serge Mastracci
- 1998 : Denis, de Catherine Corsini
- 1998 : Passion interdite, de Thierry Binisti
- 1999 : Navarro : Thomas, l'enfant battu
- 2000 : La Kiné
- 2000 :  Le G.R.E.C. épisode : La caisse  d' Emmanuel Fonlladosa
- 2001 : Les Filles à papa

### Scénariste
- Johnny ne sourit plus
- Un Africain à Paris (coscénariste)
- Merci très beaucoup (coscénariste)

### Réalisateur
- 1985 : Pour quelques je t'aime de plus
- 1993 : La blonde est de retour
- 2000 : Jacqueline dans ma vitrine, coréalisé avec Philippe Pollet-Villard
- 2001 : Les acteurs sont dans l'atelier
- 2003 : Épisode V
- 2008 : Princess Mensonge
- 2012 : Mr Haruta

## Théâtre

### Comédien
- 1974-1976 : Compagnie La Mascara. Mise en scène de Claude Varry
- 1976-1978 : Théâtre populaire jurassien. Mise en scène d'André Bénichou

### Metteur en scène
- 1979 : Kuillères et Valises, de Karl Valentin
- 1988 : L'Âge d'or du genou féminin
- 1989 : Eva
- 1991 : Sales Rêves
- 2000 : Tango
- 2003 : Quand je s'rai grand je s'rai Titeuf, d'après Zep
- 2005 : Née Rostopchine, d'après la comtesse de Ségur
- 2006 : Qui rapportera ces paroles ?, de Charlotte Delbo
- 2007 : Le Contre-pître, d'Hélène Parmelin
- 2008 : Anjo negro, de Nelson Rodrigues
- 2009 : Pouffer aux éclats, conçu par Marc Adjadj
- 2011 : Qu'ils crèvent les comiques !, conçu par Marc Adjadj